# Podrinje (Markušica)
Pour les articles homonymes, voir Podrinje.
Podrinje (serbe : Подриње) est un village situé dans le comitat de Vukovar-Syrmie, en Croatie. Le village est habité par des Serbes et comptait 281 habitants au recensement de 2001.